# Беллами, Чарльз Лоуренс
Чарльз Лоуренс Беллами (англ. Charles L. Bellamy; 31 июля 1951, Калифорния — 19 августа 2013, Сакраменто, Калифорния) — американский энтомолог-колеоптерист. Большую часть жизни он прожил и работал в Калифорнии. Получив бакалавра в энтомологии и магистра в биологии в Калифорнийском государственном университете в Лонг-Бич, он защитил докторскую диссертацию в Преторийском университете и прошел стажировку в Национальном музее естественной истории в Вашингтоне. С 1994 года он работал куратором в Трансваальском музее. Чак был ведущим специалистом по семейству Buprestidae и автором более 200 научных работ и соавтором книги «An Inordinate Fondness For Beetles».